# Notiopsylla corynetes
Notiopsylla corynetes är en loppart som beskrevs av Smit 1979. Notiopsylla corynetes ingår i släktet Notiopsylla och familjen Pygiopsyllidae. Inga underarter finns listade i Catalogue of Life.